# Амалія Саксонська (1436—1501)
Амалія Саксонська (нім. Amalia von Sachsen; 4 квітня 1436 — 19 листопада 1501) — саксонська принцеса з династії Веттінів, донька курфюрста Саксонії Фрідріха II та австрійської ерцгерцогині Маргарити, дружина герцога Ландсгут-Баварії Людвіга IX Багатого.

## Біографія
Народилась 4 квітня 1436 року у Майсені. Стала первістком в родині курфюрста Саксонії Фрідріха II та його дружини Маргарити Австрійської, з'явившись на світ на шостий рік їхнього подружнього життя. Мала молодших сестер Анну, Маргариту та Ядвігу й братів Фріхріха, Ернеста, Альбрехта та Александра, який помер немовлям.
У 1446—1451 роках батько вів Саксонську братську війну зі своїм братом Вільгельмом. Амалія була видана заміж наступного року після Наумбурзького миру, який завершив протистояння.
У 15 років вона стала дружиною 35-річного герцога Ландсгут-Баварії Людвіга IX. Весілля відбулося 21 березня 1452 року у Ландсгуті й відзначалося з великою пишністю. Амалія зі своїм почтом мешкала у замку Траузніц. У подружжя народилося четверо дітей. У 1463 році отримала від чоловіка замок Буркгаузен як резиденцію, де заснувала церкву Святого Духа.
Після смерті Людвіга у 1479 році залишила Баварію. Як удовину долю отримувала 800 рейнських флоринів на рік від свого сина. Придбавши у братів замок Рохліц та прилеглий до нього район, мешкала там від 1481 року до самої смерті. Замок розширювався і за її проживання фактично перетворився на палац. У Рохліці була зведена церква Святого Петра, а у замку — відновлена каплиця, де зберігалася цінна колекція реліквій.
Померла 19 листопада 1501 року, переживши всіх доньок. Похована у князівській каплиці Мейсенського собору.

## Родина
Чоловік — Людвіг IX, герцог Баваріський
Діти:
- Єлизавета (близько 1453—1457) — прожила близько 4 років;
- Георг (1455—1503) — герцог Ландсгут-Баварії у 1479—1503 роках, був одруженим із польською королівною Ядвігою Ягеллонкою, мав п'ятеро дітей;
- Маргарита (1456—1501) — дружина курфюрста Пфальцу Філіпа, мала чотирнадцятеро дітей;
- Анна (1462) — померла немовлям.